# Alania (Plantae)
Alania, monotipski biljni rod iz porodice Boryaceae, australski je endem u Novom Južnom Walesu. Zeljasta je višegodišnja biljka svjetloplavih ili bijelih cvjetića sa 6 latica i 6 žutih prašnika na dugim prašničkim nitima (filament). Cvjetna stabljika je uspravna, visine do 30 cm.

## Sinonim
- Alania endlicheri Kunth